# Пересадка роговицы

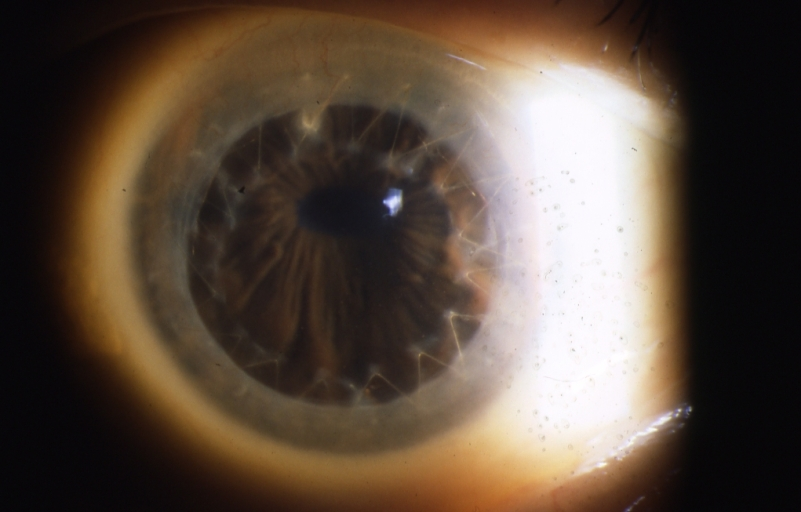
Глаз после сквозной кератопластики

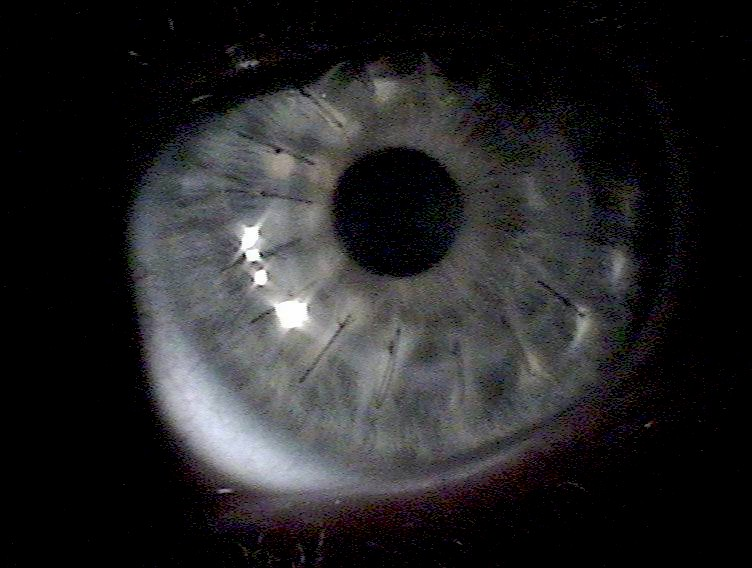
Глаз через неделю после пересадки роговицы.

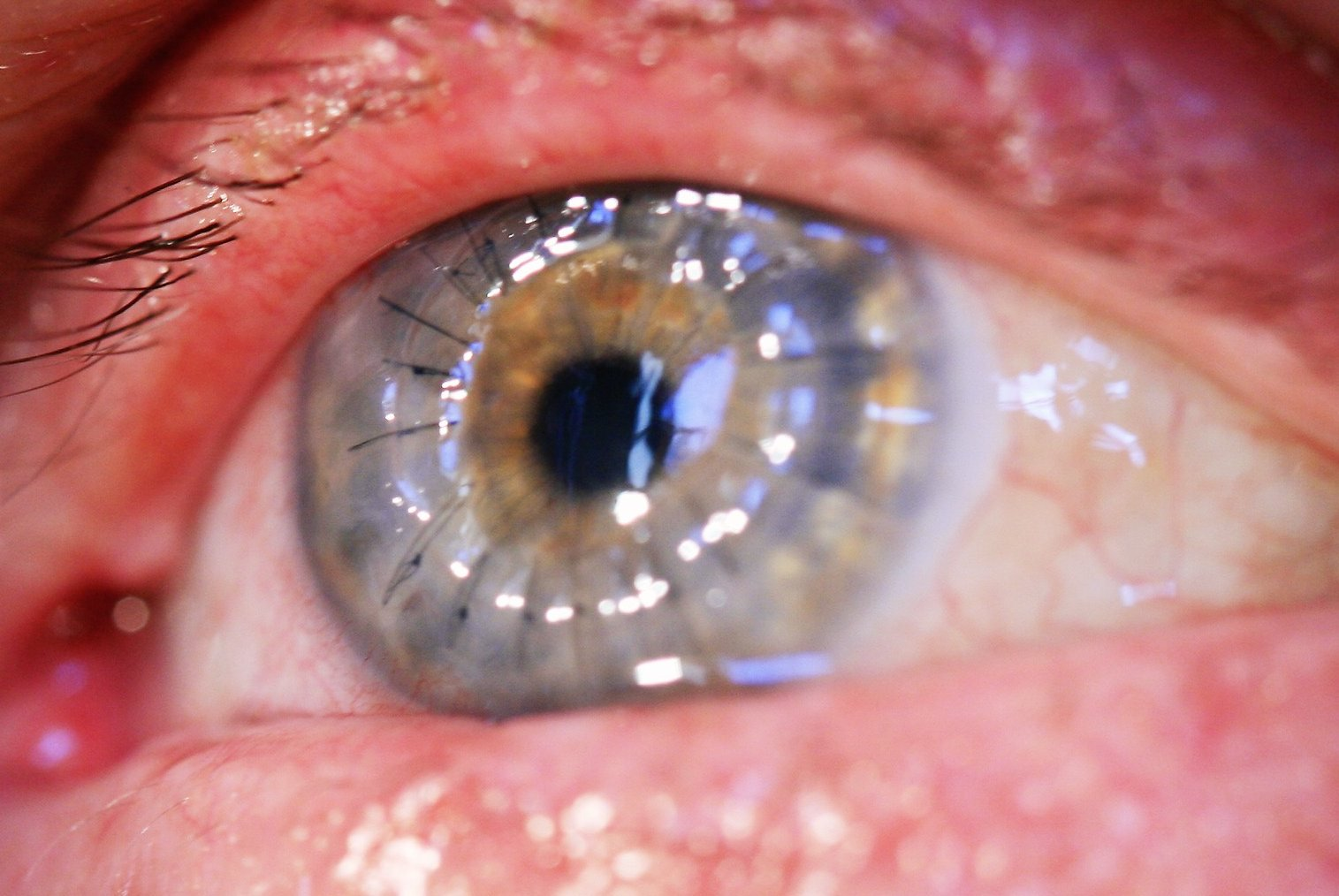
Две недели после кератопластики. Хорошо видны множественные стежки.

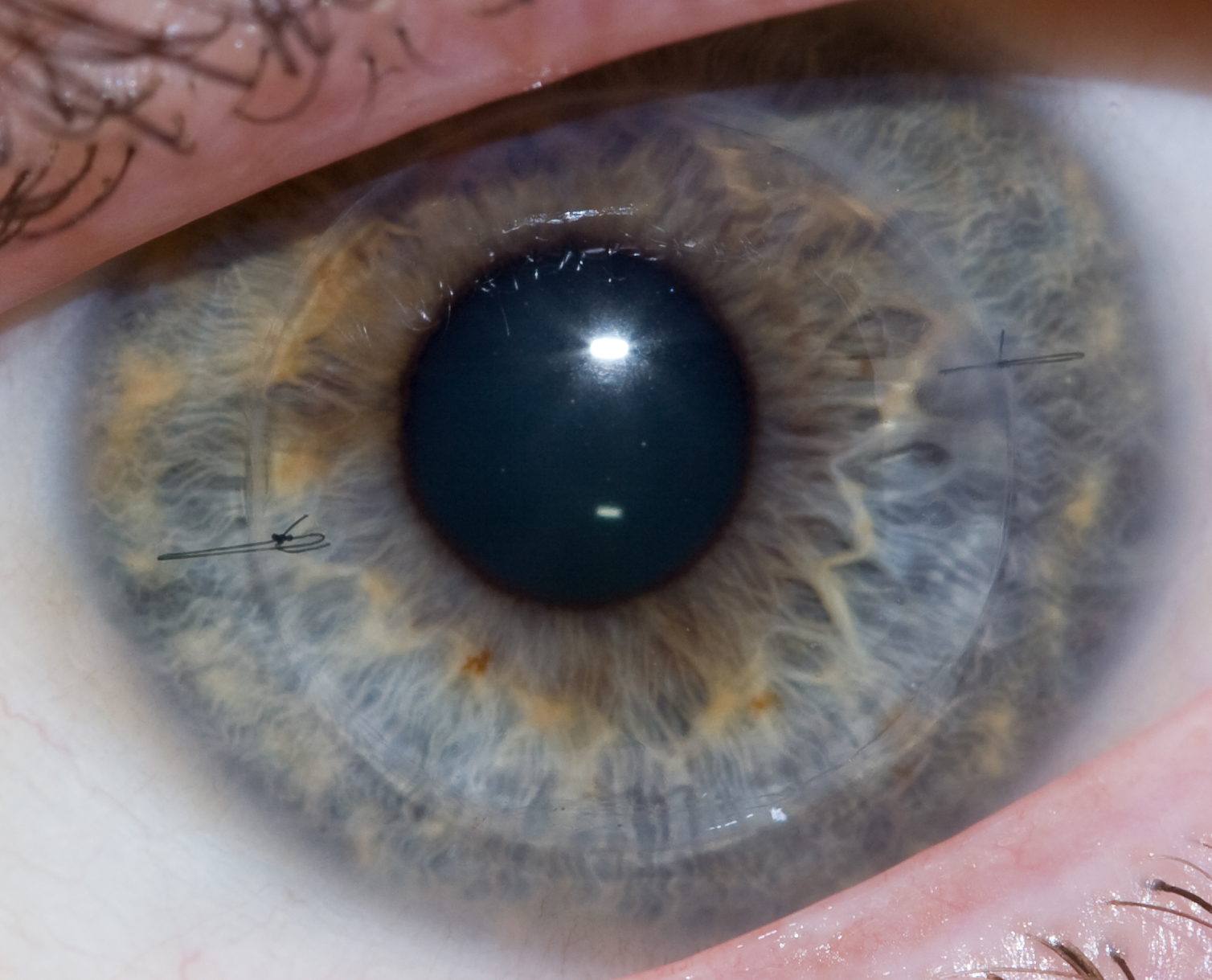
Один год после пересадки: трансплантат успешно прижился, роговица прозрачна. При увеличении изображения заметны два последних стежка, которые предстоит снять.

Пересадка роговицы (сквозная кератопластика) — хирургическая операция, в ходе которой поврежденный участок роговицы пациента заменяется донорским трансплантатом. Пересадка позволяет значительно улучшить зрение при заболеваниях, поражающих роговицу, и восстановить повреждения, полученные при травмах глаза. Обычно операцию проводят под общей анестезией. Роговица является относительно простой тканью и не содержит кровеносных сосудов, поэтому в подавляющем большинстве случаев донорский участок прекрасно приживается. На ранней стадии приживления назначается антимикробная терапия, закапываются глюкокортикоиды для предотвращения возможной реакции отторжения. Через несколько месяцев после пересадки с глаза снимают швы, однако еще несколько лет пациенту рекомендуется избегать тяжёлых физических нагрузок и занятий, при которых на глаз может быть оказано физическое воздействие.

## История
Опыты по пересадке роговицы, как у животных, так и людей, предпринимались еще в XIX веке, но неизменно оканчивались неудачей. Первой удачной пересадкой считается операция, проведённая 7 декабря 1905 года Эдуардом Цирмом. Сообщение об успехе Эдуарда Цирма сподвигло других офтальмологов опробовать этот метод лечения, но их попытки приводили к помутнению трансплантата со временем. Лишь в 1930-х годах ведущие микрохирурги стали сообщать о целых сериях успешных пересадок. В СССР пионером кератопластики был Владимир Филатов, который установил, что если совершать пересадку небольшого фрагмента роговицы, размером порядка 2 мм, то помутнения не происходит. На Западе пионером кератопластики был Рамон Кастровьехо. Создание новых инструментов, шовного материала, появление антибиотиков и кортикоидов, учреждение банков хранения глаз позволило к 1960-м годам поставить операцию на поток, добиваясь всё более высоких результатов.